# Domenico Allegri
Domenico Allegri (c. 1585 - 5 de setembre de 1629) va ser un compositor i cantant italià de la primera escola romana barroca.

## Biografia
A finals del segle XVI, el cotxer milanès Costantino fill d'Allegro, al servei a Roma amb el noble sienès Patrizio Patrizi i Pantasilea Crescenzi, va tenir tres fills: Gregorio, Domenico i Bartolomeo. Potser per inclinació pròpia i alhora amb la intenció d'assegurar-ne el futur, els va confiar tots a l'escola de San Luigi dei Francesi, situada prop de la casa pairal, a mesura que a poc a poc van arribar a l'edat mínima de admissió. A més de l'ensenyament musical, l'escola també preveia el manteniment dels alumnes, que eren acollits a la casa del mestre. En aquella època el mestre di capella era Giovanni Bernardino Nanino, germà del famós Giovanni Maria Nanino. A canvi del manteniment, els nens cantaven com a sopranos a la capella, sempre que conservessin les seves veus infantils.
Per això, pocs anys després de l'ingrés de Gregorio entre els querubins de San Luigi, el seu pare va decidir fer aprendre música també al seu altre fill Domenico. No obstant això, com que l'escola només disposava de quatre places per a estudiants, Costantino va haver d'esperar que una d'elles marxés i, mentrestant, signar un contracte privat amb Bernardino Nanino. Quan el setembre de 1595 el putto Filippo Fortani va abandonar la capella, el 2 d'octubre va ocupar el seu lloc Domenico i el seu pare va estipular un nou contracte amb els rectors de l'església, anul·lant l'anterior. La data de naixement de Domenico Allegri (al voltant de 1585) es va obtenir de la citació del contracte la història deu més o menys, puntualment informat per Alberto Cametti. El petit Allegri va començar a estudiar composició gairebé immediatament, ja que el 20 de febrer de 1596 se li va comprar una "cartera de composició" per 25 baiocchi; quatre mesos més tard els querubins van rebre "quatre llibrets per escriure passatges" (minucias, variacions florides de les parts musicals), segons el costum de l'època que incloïa l'aprenentatge de les ornamentacions en la formació musical. Domenicucio va romandre a la capella poc més de sis anys, i va tenir com a companys el seu germà Gregorio Allegri, Antonio Cifra, Domenico Massenzio i, posteriorment, altres pueri els noms dels quals no eren famosos; finalment, a partir de 1601, va compartir l'aprenentatge amb Paolo Agostini. Allegri va sortir de la capella el 13 de gener de 1602, el mateix dia que va entrar el seu germà petit Bartolomeo Allegri, rebent dos scudi com a "assentament", costum dels "cantorini" que van abandonar el servei pel canvi de veu.

## Maduresa
El desembre del mateix any, Domenico, ja adult, va tornar a S. Luigi com a contralt, cobrant un sou mensual de 2,50 scudi; tanmateix, només va romandre fins a l'11 de maig de 1603 i va ser l'últim servei que es va fer en aquella capella. El 1606 esdevingué mestre a la col·legiata de Santa Maria in Spello; de setembre de 1609 a abril de 1610 va ser mestre de capella a Santa Maria in Trastevere; el 3 d'abril de 1610 se li va assignar el mateix càrrec a la basílica de Santa Maria la Major, funció que va exercir fins a la seva mort.
Més informació sobre la seva vida és molt escassa. El 28 de setembre de 1612 va morir el seu pare Costantino, que vivia a la casa amb Domenico Allegri. El 22 de gener de 1622 va morir Giovanni Allegri, del qual no es coneix la relació familiar, però que també vivia amb Domenico. Cap al 1616 es va casar amb Virginia Vanni, amb qui va tenir cinc fills: Maria Dionisia, nascuda el 1617, Carlo, el 1618, Àgata, el 1620, que va morir pocs mesos després, Lucia el 1621 i Angelo el 1623.
Va morir encara jove, cap als 44 anys, el 5 de setembre de 1629 a casa seva de Rione Monti i va ser enterrat, com ell mateix disposava en el seu testament, a Santa Maria Major, on va ser mestre. El testament, redactat el dia abans de la seva mort, fou publicat íntegrament per Cametti; entre els signants hi havia el compositor Vincenzo Ugolini, també una vegada putto cantor a S. Luigi. En ell Domenico «ordena i mana que la senyora Virginia Vanni, la seva estimada dona, no sigui responsable de cap destí i mentre sigui viva, la deixa com a patrona, dama i usufructuària de tota la seva herència i no volent quedar-se a casa amb la seva família i amb ganes de casar-se de nou, recupera el seu dot de mil cinc, scudi...quant a misses i altres obres pietoses per l'ànima d'aquest testador és segons la disposició de la senyora Virgínia la seva dona i feu el càlcul que li sembla que en això es recolza en la seva bona voluntat», paraules que suggereixen un afecte sincer entre els dos cònjuges.

## Estil
Domenico Allegri va ser un dels primers compositors romans a utilitzar instruments amb parts específiques i no doblament vocal en composicions de música sacra. Les seves publicacions musicals inclouen Modi quos expositis in choris, imprès per Robletti el 1617, i un llibre de motets per a dues, tres, quatre i cinc veus publicat pòstumament el 1638. Modi quos expositis va ser compost per Allegri sobre l'oda Caelestium Orbium Armoniam de Cesare Laurenti, professor del Seminari Romà, dedicat al cardenal Carles de Mèdici i publicat el 1617; l'oda va ser escrita amb motiu de la festa de graduació d'Ilario Frumenzi, estudiant del mateix seminari. L'autor només va musicar tres de les sis composicions poètiques: Sol, i alguns versos de Saturn i Mercuri.